# Włodzimierz Buraczyk
Włodzimierz Buraczyk – polski leśnik, doktor habilitowany nauk rolniczych, adiunkt w Szkole Głównej Gospodarstwa Wiejskiego w Warszawie, specjalista od hodowlli lasu oraz leśnictwa.

## Kariera naukowa
W 1988 roku  na Wydziale Leśnym Szkoły Głównej Gospodarstwa Wiejskiego w Warszawie uzyskał tytuł magistra inżyniera. W 1998 roku na tym samym wydziale uzyskał stopień doktora nauk rolniczych w zakresie leśnictwa na podstawie rozprawy pt. Wpływ nawożenia z udziałem trocin sosnowych na uprawę szkółkarską PICEA ABIES (L.) KARST, której promotorem był Henryk Żybura. W 1988 roku został zatrudniony na tejże uczelni, a w 2014 roku uzyskał na jej Wydziale Leśnym stopień doktora habilitowanego nauk rolniczych w dyscyplinie leśnictwa.